# Astrocitoma diffuso
Un astrocitoma diffuso è una neoplasia astrocitaria di grado II della scala WHO. Nella maggioranza dei casi insorge nel terzo-quarto decennio di vita. L'incidenza è tra 0,16 e 0,26 casi per 100.000 per persone per anno.
Nei bambini interessa normalmente il tronco cerebrale. 
Alla TAC si presenta con una lesione ipodensa e alla RMN come un'area a elevato segnale di intensità in T2. In entrambe le metodiche non viene evidenziato enhancement al mezzo di contrasto. 
Si tratta di un tumore ad alta capacità infiltrativa e i cui limiti risultano indefinibili. Un astrocitoma diffuso che rimane ben differenziato può permettere una sopravvivenza che dura molti anni. Più frequentemente, dopo una media di 4-5 anni, la neoplasia progredisce verso forme più maligne (glioblastoma). 
La sopravvivenza media è di 7,5 anni e la sopravvivenza fino a 5 anni o più si ha nel 40–50% dei pazienti.
Le possibilità terapeutiche comprendono:
- chirurgia, laddove è possibile senza rischiare danni alle aree cosiddette nobili o eloquenti
- biopsia, se la lesione è molto estesa e con caratteri decisamente infiltranti
- radioterapia e chemioterapia.

L'illustrazione a lato mostra un'immagine RM di un astrocitoma diffuso del lobo frontale destro. La neoplasia è in parte di grado II (parte più scura) e in parte di grado elevato (come rappresentato dalle localizzazioni bianche di contrast-enhancing).